# Erpetosuchus
Erpetosuchus is een geslacht van uitgestorven Pseudosuchia uit het Laat-Trias. De typesoort is Erpetosuchus granti. Het werd voor het eerst beschreven in 1894 door Edward Tully Newton voor overblijfselen gevonden in het noordoosten van Schotland, waaronder vier exemplaren uit het Laat-Carnien van de Lossiemouth Sandstone-formatie. Verdere overblijfselen van Erpetosuchus zijn gevonden in de New Haven-formatie van Connecticut in het oosten van de Verenigde Staten, hoewel ze niet werden toegewezen aan de soort Erpetosuchus granti. De verwantschap van Erpetosuchus met andere archosauriërs is onzeker. In 2000 en 2002 werd het beschouwd als een naaste verwant van de groep Crocodylomorpha, die levende krokodillen en veel uitgestorven verwanten omvat. Deze verwantschap werd echter in twijfel getrokken in een analyse uit 2012 waaruit bleek dat de fylogenetische plaatsing van Erpetosuchus zeer onzeker was.

## Beschrijving
De eerste overblijfselen van Erpetosuchus werden gevonden in de Lossiemouth Sandstone-formatie in Schotland, daterend uit het Laat-Carnien van het Laat-Trias. Het holotype-exemplaar is BMNH R3139 en bestaat uit een schedel en een gedeeltelijk postcraniaal skelet. De lichaamslengte is ongeveer een halve meter.
Tijdens een expeditie in 1995 naar het onderste deel van de New Haven-formatie in Connecticut, ontdekte de Amerikaanse paleontoloog Paul E. Olsen een gedeeltelijke schedel die, na preparatie en beschrijving in 2000 (Olsen et al. 2000), is te verwijzen naar Erpetosuchus. Dit was de eerste vermelding van Erpetosuchus buiten Schotland. Het exemplaar kreeg het inventarisnummer AMNH 29300 toegewezen en heeft naast de rechterkant van de schedel ook enkele wervels en niet beschreven botten. Datering van het onderste deel van de New Haven-formatie duidt op het Norien-tijdperk.

## Systematiek
Erpetosuchus granti werd oorspronkelijk toegewezen aan de Thecodontia, maar die naam wordt niet langer als geldig beschouwd in de wetenschappelijke literatuur, omdat het een parafyletische groep van vroege archosauriërs is. Een meer recente fylogenetische analyse door Olsen et al. (2000) beschreef Erpetosuchus granti als het zustertaxon van de Crocodylomorpha. Deze werden verenigd in een clade door de volgende synapomorfieën:
- Mediaal contact van de maxillae (bovenkaaksbeenderen) om een secundair benig verhemelte te vormen
- Afwezigheid van een postfrontaal bot aan de bovenkant van de schedel
- Wandbeenderen versmolten zonder een spoor van een beennaad ertussen

Benton en Walker (2002) vonden dezelfde zustergroepverwantschap en stelden de naam Bathyotica voor voor de clade die Erpetosuchus en Crocodylomorpha bevat.
Nesbitt en Butler (2012) namen Erpetosuchus op in een meer uitgebreide fylogenetische analyse en vonden dat hij verwant was aan de archosauriër Parringtonia uit het Midden-Trias van Tanzania. Beiden maakten deel uit van de Erpetosuchidae. Nesbitt en Butler vonden geen steun voor de zustergroepverwantschap tussen Erpetosuchus en Crocodylomorpha. In plaats daarvan vormden erpetosuchiden een polytomie of onopgeloste evolutionaire verwantschapsgroep aan de basis van Archosauria samen met verschillende andere groepen. Hij kon in de analyse veel posities innemen binnen Archosauria, maar geen enkele was als een zustertaxon van Crocodylomorpha.